# FK Budućnost Podgorica
FK Budućnost Podgorica er en fodboldklub hjemmehørende i den montenegrinske hovedstad Podgorica. Klubben spiller sine hjemmekampe på Stadion Pod Goricom, som også er landets nationalstadion. Klubben nåede i 1965 og 1977 den jugoslaviske pokalturnering, men tabte til henholdsvis Dinamo Zagreb 1-2 og Hajduk Split 0-2, efter forlænget spilletid.

## Titler
- Montenegrinske mesterskaber (7): 2007–08, 2011–12, 2016–17, 2019–20, 2020–21, 2022-23, 2024-25
- Montenegrinske pokalturnering (3): 2012–13, 2018–19, 2020–21

## Europæisk deltagelse
| Sæson   | Runde    | Modstander          | Hjemme | Ude | Kommentar |
| ------- | -------- | ------------------- | ------ | --- | --------- |
| 2008-09 | 1. runde | Tampere United      | 1-1    | 1-2 | 2-3       |
| 2012-13 | 2.runde  | 🇵🇱Slask Wroclav     | 0-2    | 0-1 | 2-1       |
| 2017-18 | 2.runde  | 🇷🇸Partizan belgrade | 0-0    | 0-2 | 0-2       |
| 2020-21 | 1.runde  | 🇫🇮HJK Helsinki      | 0-4    | 3-1 | 1-5       |

| Sæson   | Runde      | Modstander       | Hjemme | Ude | Kommentar           |
| ------- | ---------- | ---------------- | ------ | --- | ------------------- |
| 2007-08 | 1. runde   | Hajduk Split     | 1-1    | 0-1 | -                   |
| 2009-10 | 1. runde   | Polonia Warszawa | 0-2    | 1-0 | -                   |
| 2010-11 | 2. kvalif. | FK Baku          | 1-2    | 3-0 | -                   |
| 2010-11 | 3. kvalif. | Brøndby IF       | 1-2    | 0-1 | -                   |
| 2015-16 | 1.kvalif.  | 🇱🇻FK Spartaks    | 1-3    | 0-0 | 1-3                 |
| 2016-17 | 1.kvalif.  | 🇲🇰Robotnicki     | 1-0    | 1-1 | 2-1                 |
| -       | 2.kvalif.  | 🇧🇪Genk           | 4-4    | 2-0 | Straffe spark (4-6) |
| 2019-20 | 2.kvalif.  | 🇺🇦Zorya          | 1-3    | 1-0 | 2-3                 |

| Fodbold | Spire Denne artikel om en fodboldklub er en spire som bør udbygges. Du er velkommen til at hjælpe Wikipedia ved at udvide den. |

42°26′41.02″N 19°15′51.76″Ø / 42.4447278°N 19.2643778°Ø